# Triumfetta ryeae
Triumfetta ryeae är en malvaväxtart. Triumfetta ryeae ingår i släktet triumfettor, och familjen malvaväxter.

## Underarter
Arten delas in i följande underarter:
- T. r. brevipetala
- T. r. hirsuta
- T. r. ryeae